# مینای جنگلی
مینای جنگلی

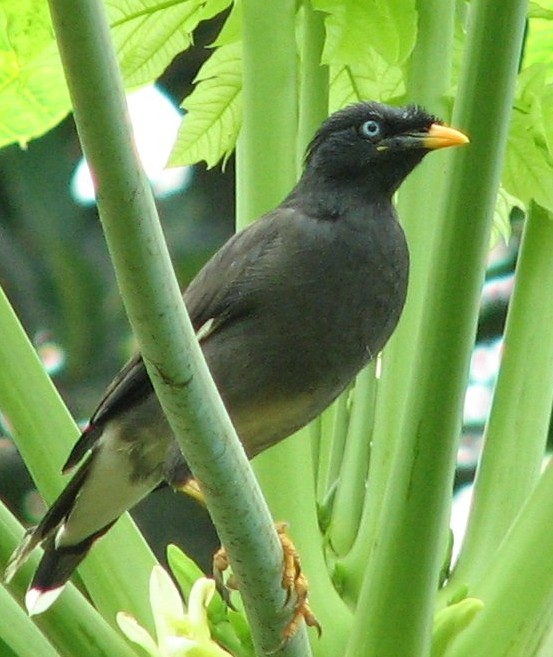
مينای جنگلی با لكه‌های آبی دور چشم

یکی از گونه‌های مینای معمولی است که نام علمی آن Acridotheres fuscus است.

## نگارخانه

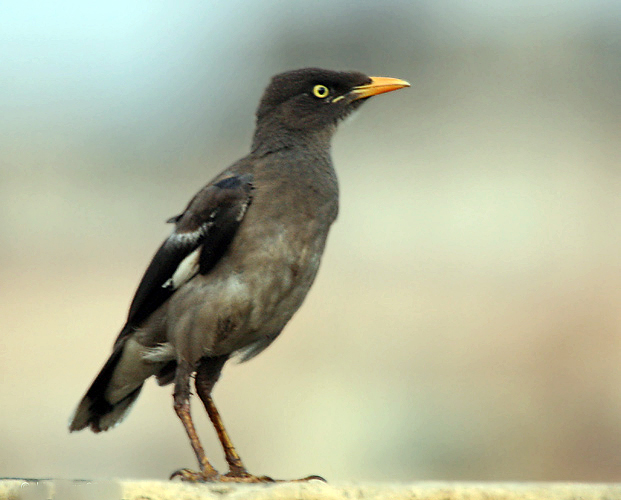
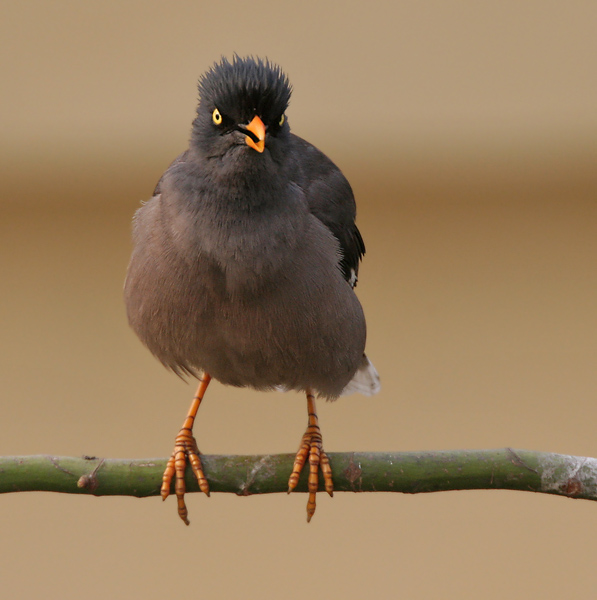
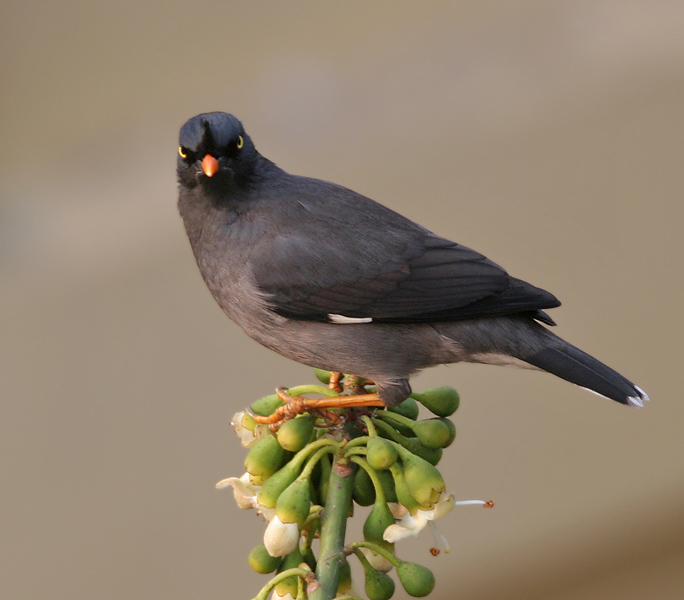
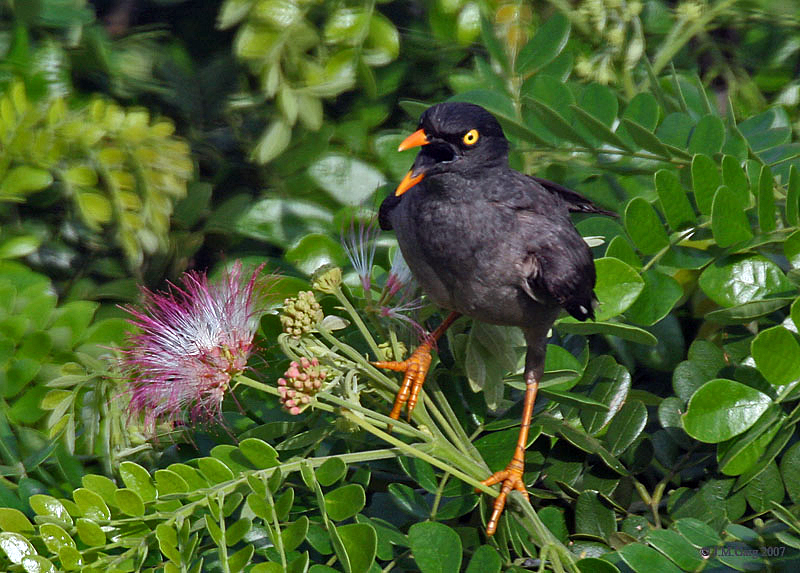
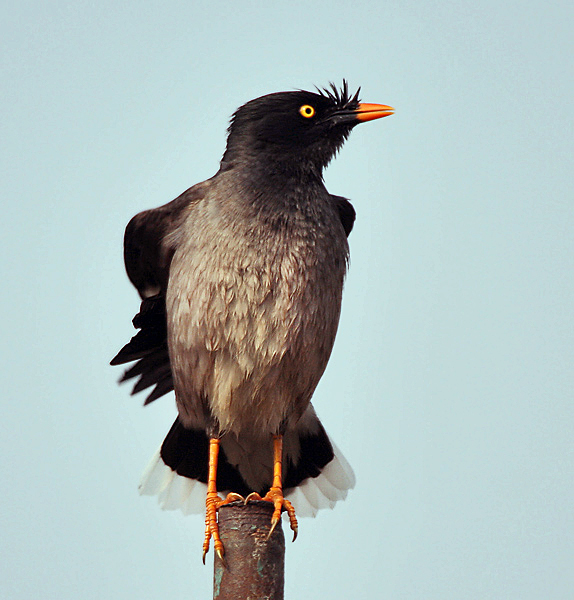
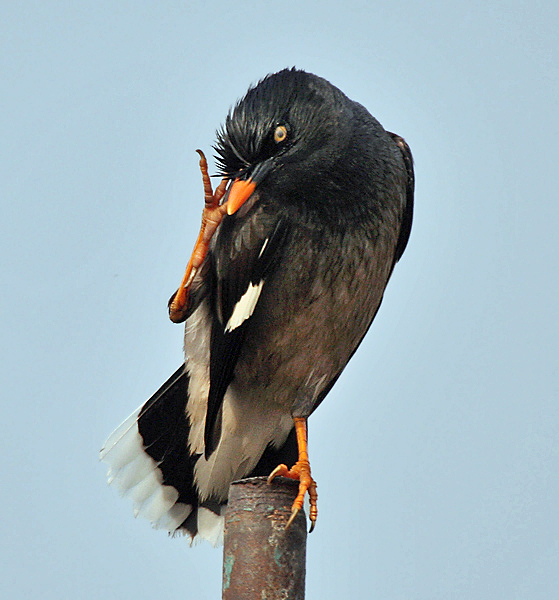
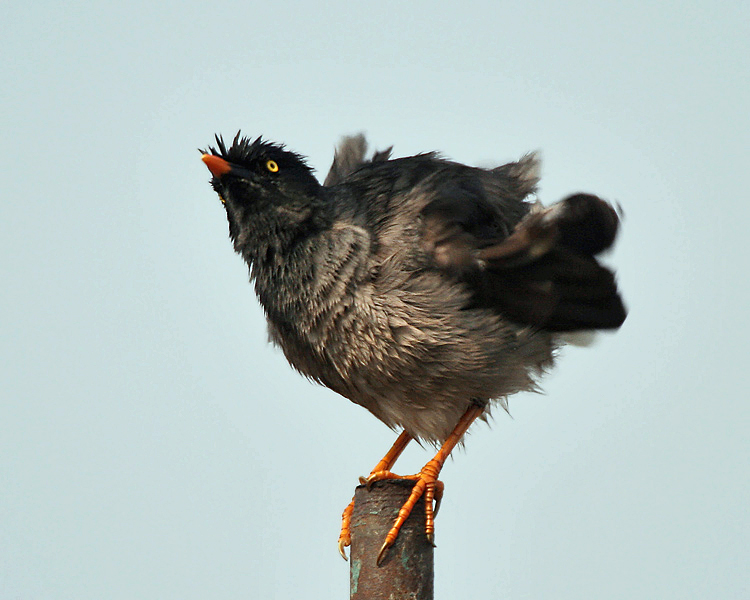
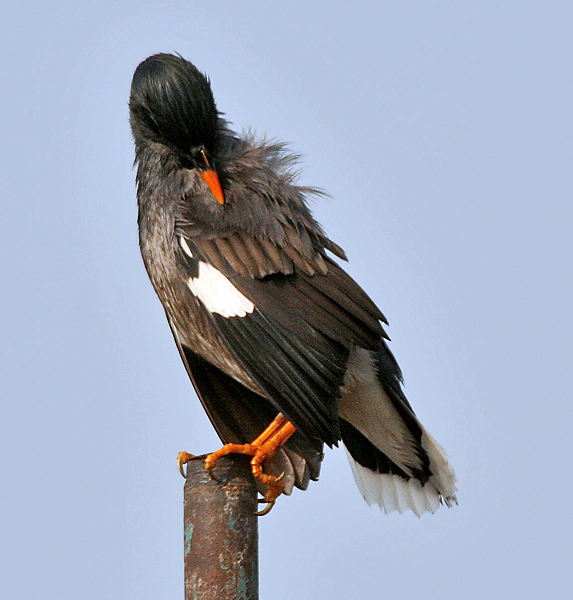
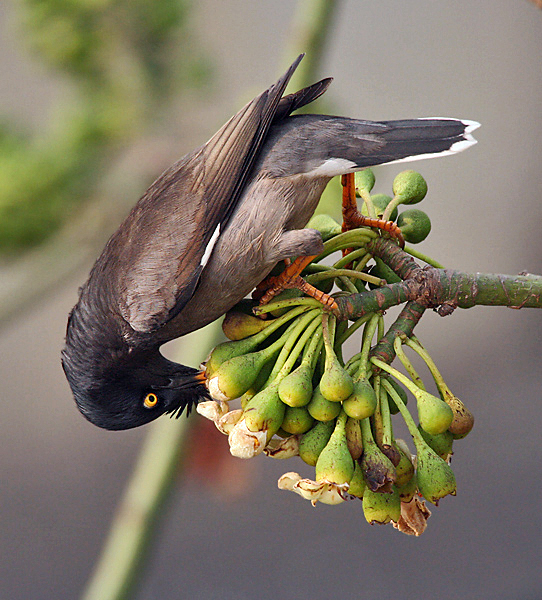
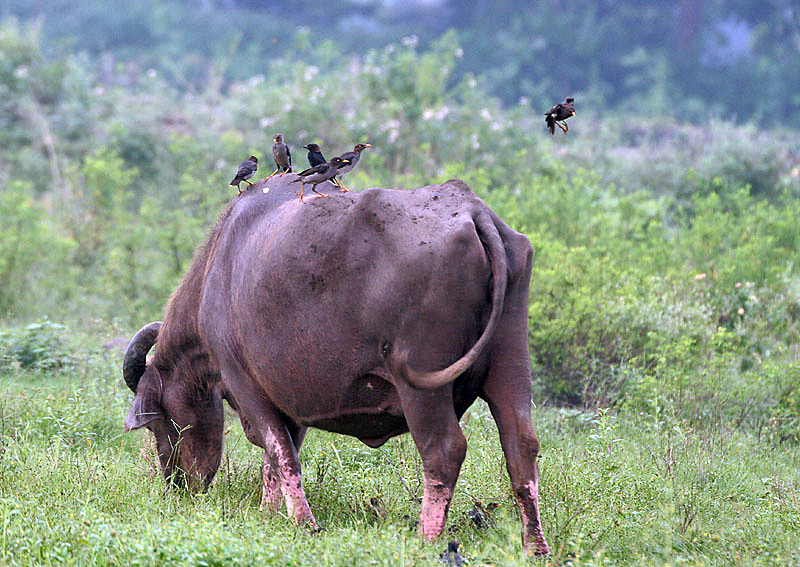
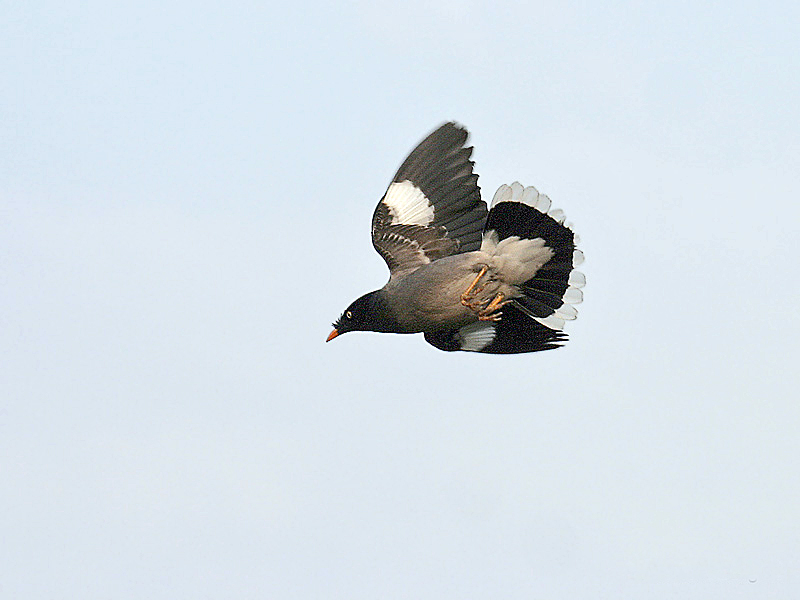
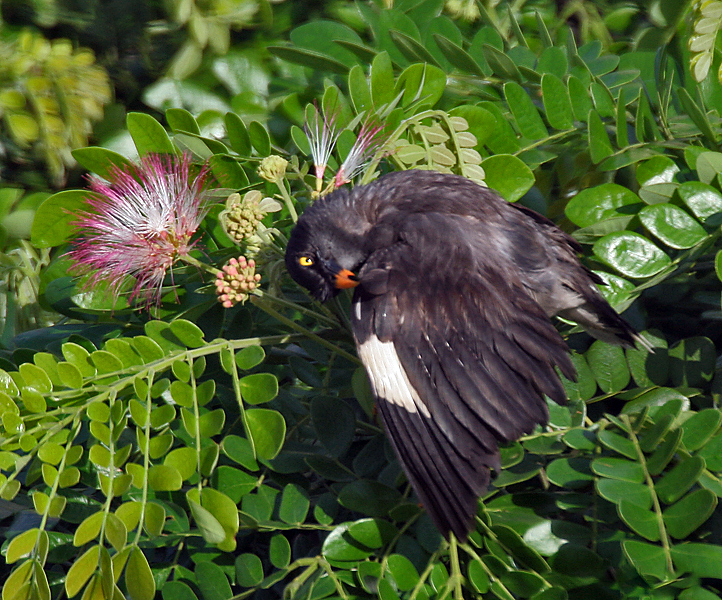
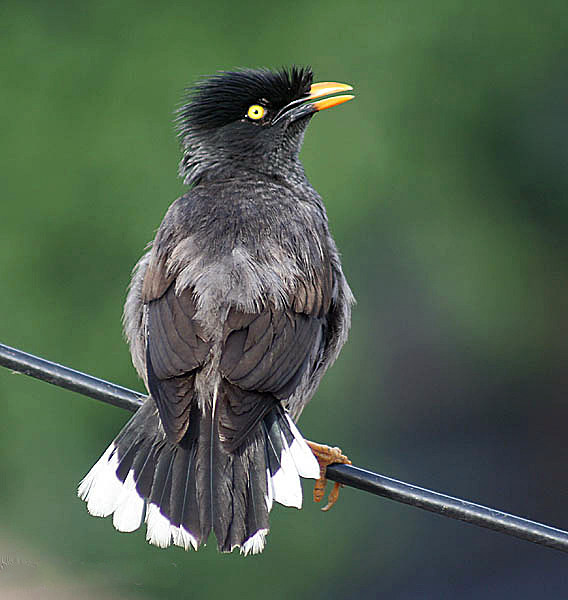
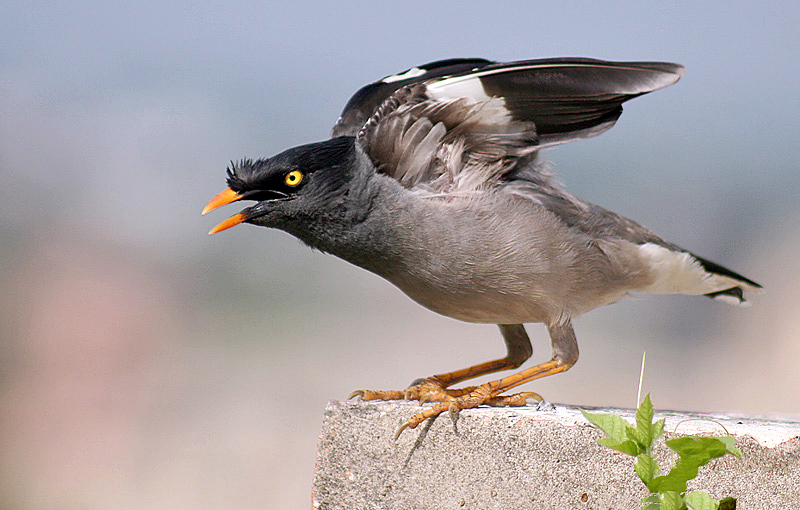
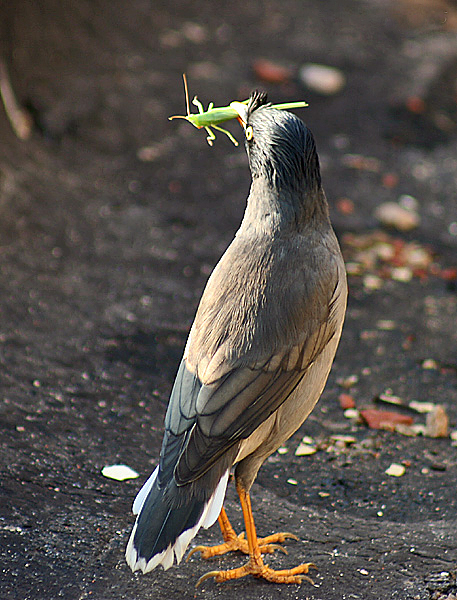
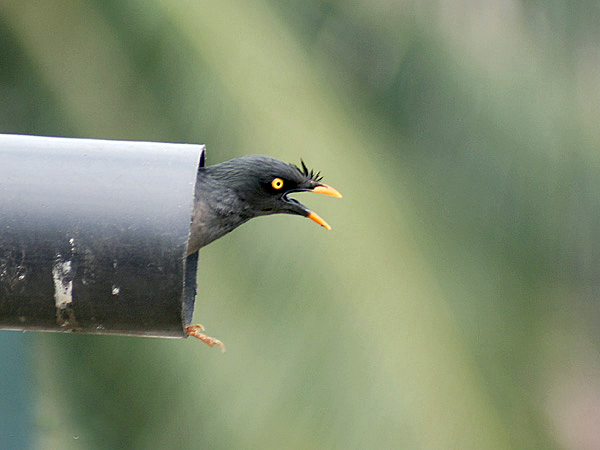
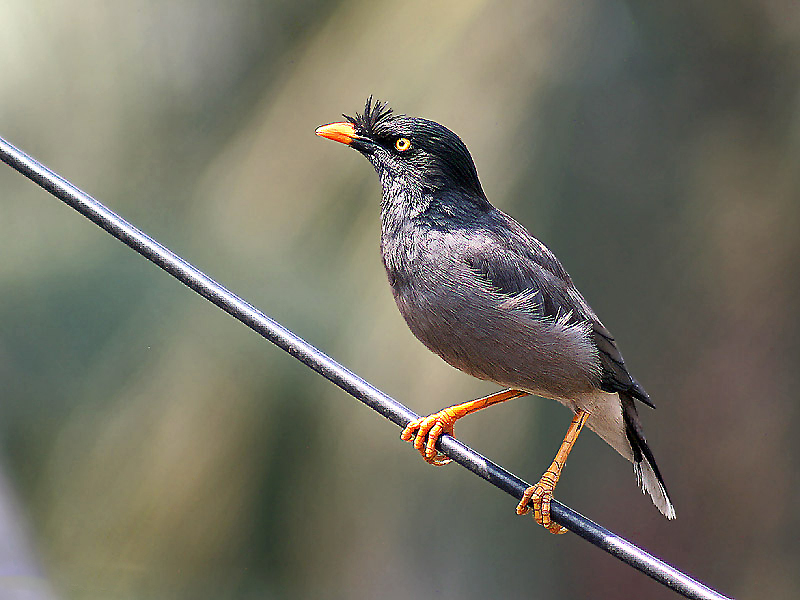
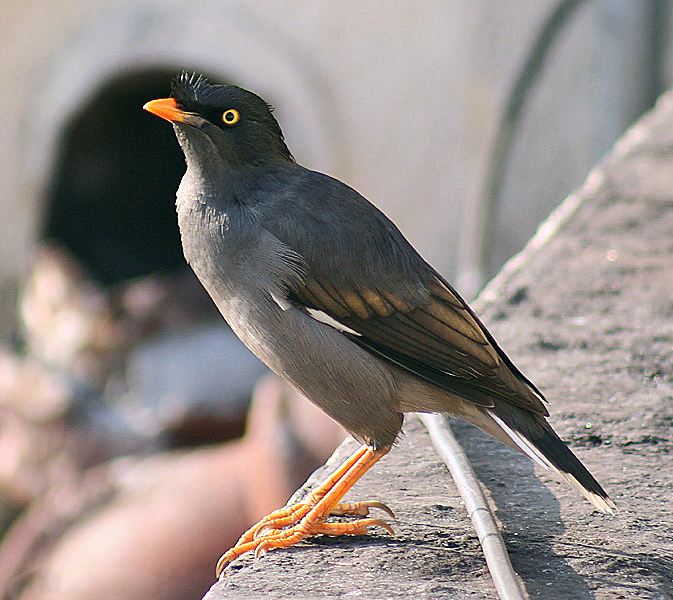
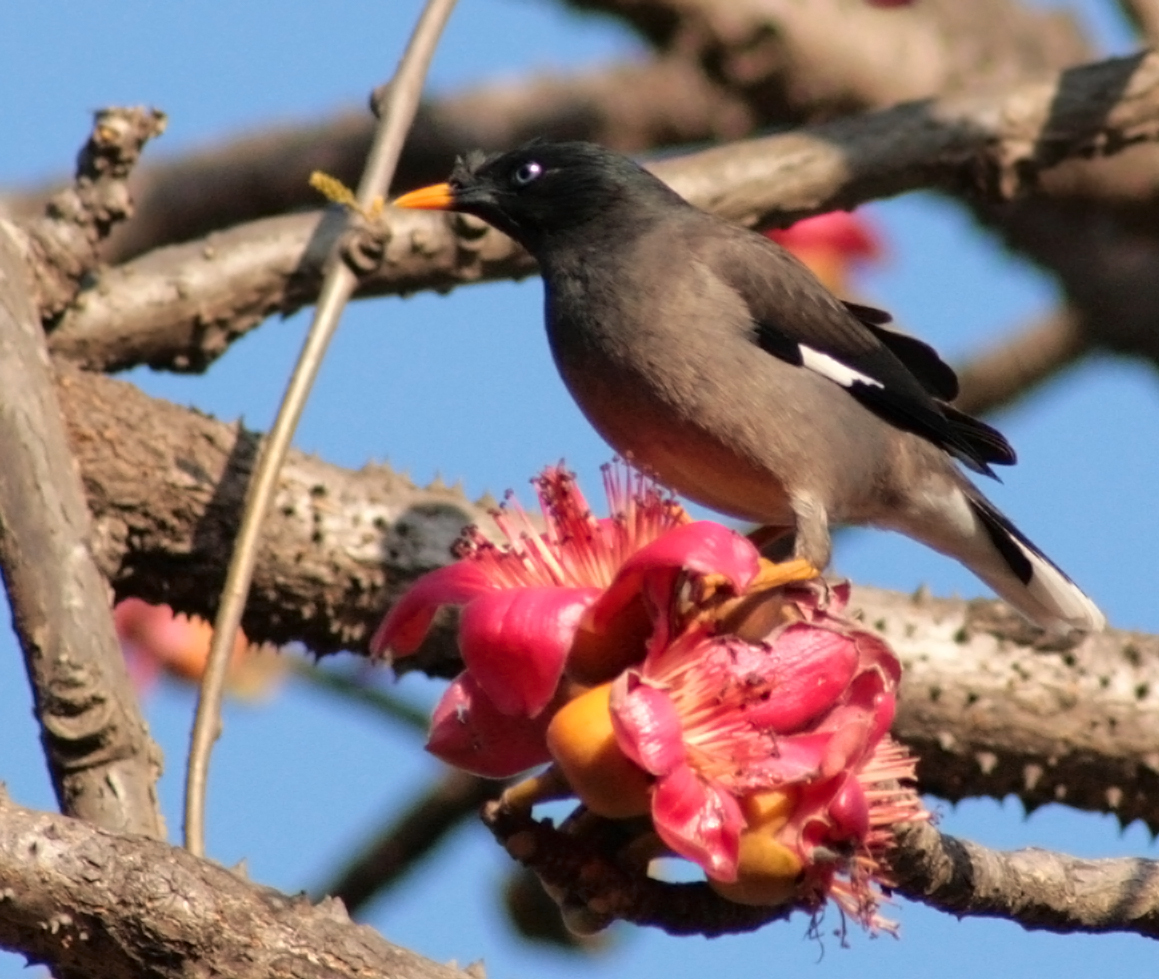